# Iussivo
Lo iussivo è un modo verbale per impartire ordini, comandare o esortare (all'interno di un quadro congiuntivo). I verbi italiani non sono contrassegnati da questo modo. Lo iussivo è simile all'ottativo, che in genere si applica alla prima persona facendo appello ai doveri e agli obblighi dell'oggetto, e all'imperativo, che si applica al secondo (a comando). Lo iussivo, tuttavia, copre tipicamente la prima e la terza persona: 
- La banca insiste affinché lei ripaghi il suo debito.

## Esempi

### Tedesco
Nella lingua tedesca, il modo iussivo è espresso usando il congiuntivo presente. È tipico dei documenti formali o dei testi religiosi, come la Bibbia. Poiché era più comune nei secoli passati, è spesso sopravvissuto nei proverbi:

### Latino
Nella lingua latina, il congiuntivo presente può trasmettere un significato iussivo in terza persona (congiuntivo iussivo o coniunctivus iussivus): 
- Adiuvet ("Lascialo aiutare")
- Veniant ("Lasciateli venire")

Un uso iussivo del congiuntivo presente è attestato anche per la seconda persona nei detti e nella poesia, così come nel latino antico.
- iniurias Fortunae [...] relinquas ( "lasciarsi alle spalle [...] i torti della Fortuna", dicendo dalle Tusculanae disputationes di Cicerone)
- doceas iter ( "Mostraci la via", la poesia dell'Eneide di Virgilio)

### Russo
Il modo iussivo nel russo moderno funge da imperativo (per impartire ordini, comandare o richiedere), ma copre la terza persona anziché la seconda persona. Sempre formato da una particella пусть, che deriva dal verbo пускать (lasciare, permettere).
Imperativo: Беги! ( Corri!)
Iussivo: Пусть бежит (simile a Lascialo correre)

### Finlandese
Mentre esiste una forma imperativa separata in finlandese, lo iussivo è usato per la terza persona, dove l'imperativo non è adatto. La desinenza del jussive è -koon ~ -köön al singolare e -koot ~ -kööt al plurale. Il jussive può essere usato per esprimere le posizioni o le opinioni degli oratori che qualcuno è autorizzato a fare qualcosa o che qualcuno dovrebbe fare qualcosa.

### Esperanto
Il modo iussivo può essere espresso in esperanto usando la forma verbale volitiva, che si ottiene aggiungendo -u a una radice verbale.
Iru! (Vai!)
Mi petis, ke li venu. (Gli ho chiesto di venire)
Li parlu. (Lascialo parlare)
Ni iru. (Andiamo)
Mia filino belu! (Che mia figlia sia bella!)